# Prix René-Goscinny

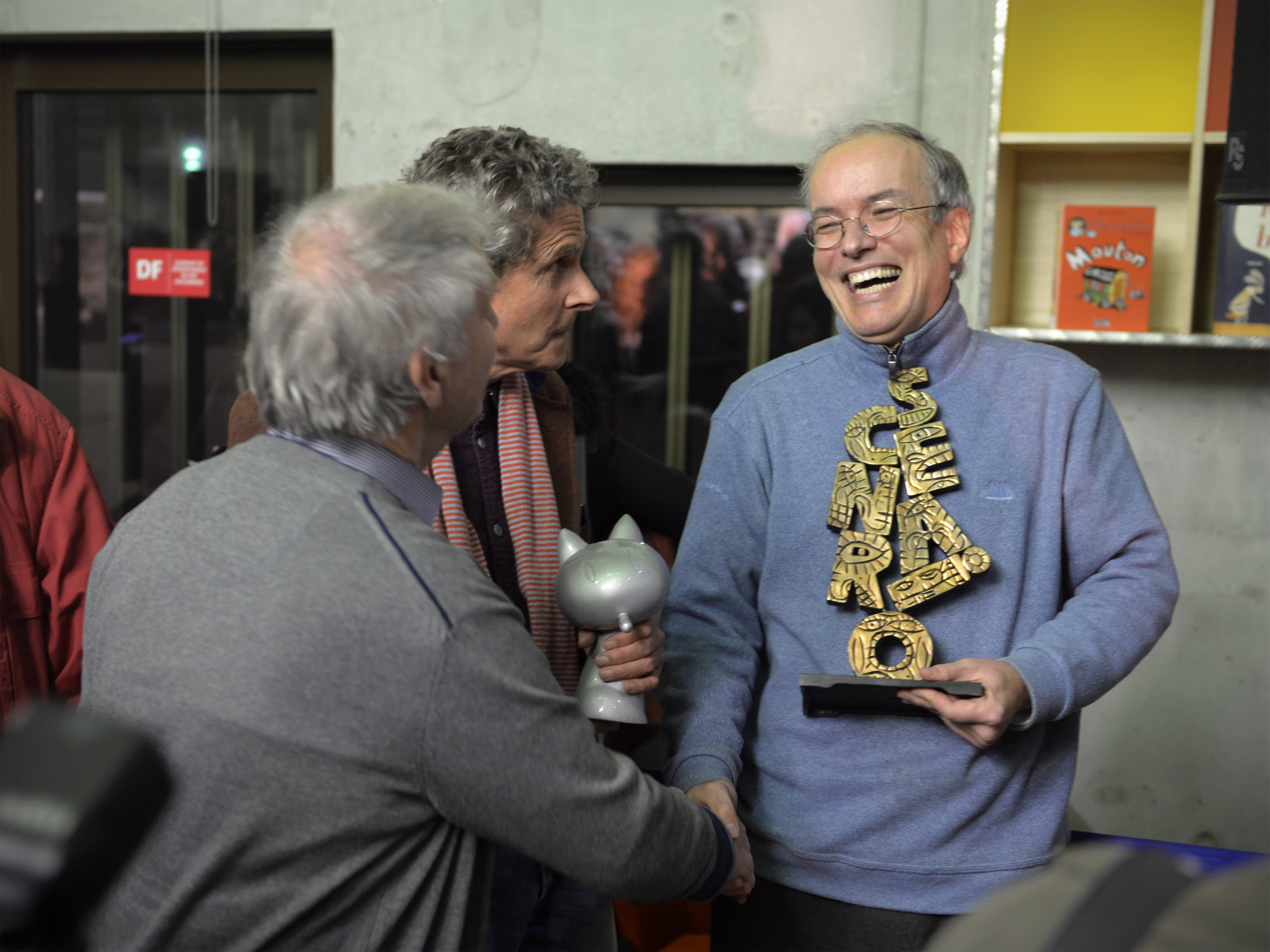
Remise du prix René-Goscinny à l'auteur français Emmanuel Guibert en présence des auteurs Hermann et Cosey grands prix de la ville d'Angoulême 2016 et 2017 au Festival d'Angoulême 2017.

Le prix René-Goscinny est un prix de bande dessinée français récompensant un auteur de bande dessinée pour la qualité de ses scénarios. Remis lors du festival d'Angoulême, il a connu plusieurs formules depuis sa création en 1988.

## Histoire du prix
Le prix René-Goscinny a été créé en hommage au scénariste français René Goscinny par Gilberte Goscinny, sa veuve, et l'éditeur Guy Vidal afin de récompenser un jeune auteur de bande dessinée francophone pour la qualité de ses scénarios. D'abord décerné sporadiquement (1988 et 1992), il est remis régulièrement de 1995 à 2008 lorsqu'Anne Goscinny, fille de René, organise le prix en collaboration  avec le Festival international de la bande dessinée d'Angoulême et Le Journal du dimanche. Le prix est alors au début du mois de décembre afin d'encourager un jeune scénariste ayant publié moins de trois albums. Le lauréat reçoit un trophée et un chèque (5 000 euros en 2008, soit le prix francophone le plus richement doté) au cours de la cérémonie du Festival d'Angoulême de janvier suivant. Chloé Cruchaudet a été la dernière lauréate de cette formule en 2008.
À l'occasion de la commémoration des 40 ans de la disparition de René Goscinny, le Festival International de la Bande Dessinée et l’Institut René Goscinny, fonds de dotation créé fin 2016 présidé par Anne Goscinny, ont souhaité rendre hommage au célèbre scénariste et remettre à l’honneur le Prix René-Goscinny. Le prix est décerné par un jury à un jeune scénariste ou à un scénariste confirmé pour l’ensemble de son œuvre pour valoriser le travail des scénaristes de bande dessinée. Une exposition organisée avec le soutien de l'Institut René Goscinny est entièrement consacré au lauréat l’année suivante dans le cadre de la programmation officielle du Festival. 

## Le trophée
Jusqu'en 2008, le trophée était une sculpture en bronze de 46 cm de hauteur réalisée par l'auteur de bande dessinée Philippe Druillet en collaboration avec le fondeur Umberto Figini. En 2017, à l'occasion de la relance du prix René-Goscinny, c'est l'artiste français Robert Combas qui a eu l'honneur de créer le trophée, une œuvre d’art originale en bronze figurant un assemblage de lettres qui forment le mot « SCÉNARIO » .

## Les lauréats
NB : il n'y a pas eu de remise du prix en 1989, 1990, 1991, 1993 et 1994.
- 1988 : Pierre-Jean Bichose pour Colère obscure, illustré par Zimmermann, éditions Dargaud.
- 1992 : Claude Carré pour Le pays miroir – L'incendiaire, éditions Dargaud.
- 1995 : Sylvain Chomet pour Léon la came, album écrit en collaboration avec Nicolas de Crécy, éditions Casterman.
- 1996 : Nicolas Dumontheuil pour Qui a tué l'idiot ?, éditions Casterman.
- 1997 : Joann Sfar pour La fille du professeur, éditions Dupuis.
- 1998 : Tonino Benacquista pour L'outremangeur, éditions Casterman.
- 1999 : Éric Liberge pour Monsieur Mardi-Gras Descendres, éditions Zone créative.
- 2000 : Jean-Philippe Stassen pour Déogratias, éditions Dupuis, collection Aire libre.
- 2001 : Émile Bravo pour La réplique inattendue, éditions Dargaud.
- 2002 : Hervé Bourhis pour Thomas ou le retour du tabou, éditions Les Humanoïdes Associés.
- 2003 : Riad Sattouf pour Les Pauvres Aventures de Jérémie, tome 1, éditions Dargaud.
- 2004 : Bruno Le Floc'h pour le scénario de l’album Trois Éclats blancs, éditions Delcourt, collection Mirages[3].
- 2005 : Gipi pour Notes pour une histoire de guerre, éditions Actes Sud.
- 2006 : Ludovic Debeurme pour Lucille, éditions Futuropolis.
- 2007 : Jul pour Le guide du moutard, pour survivre à neuf mois de grossesse, éditions Albin Michel, collection Vent des savanes.
- 2008 : Chloé Cruchaudet pour Groenland Manhattan, éditions Delcourt.
- 2017 : Emmanuel Guibert pour Martha et Alan et l'ensemble de son œuvre.
- 2018 :  Jean Harambat pour  Opération Copperhead, éditions Dargaud.
- 2019 : Pierre Christin pour  Est-Ouest et l'ensemble de son œuvre[4].
- 2020 : Gwen de Bonneval et Fabien Vehlmann pour Le Dernier Atlas, éditions Dupuis[5].
- 2021 : Loo Hui Phang pour Black-Out, éditions Futuropolis[6]
- 2022 : Madeleine Riffaud et Jean-David Morvan pour Madeleine, résistante. I. La rose dégoupillée, Dupuis[7] ; prix « Jeune scénariste » à Raphaël Meltz et Louise Moaty pour Des Vivants, éditions 2024[8].
- 2023 : Thierry Smolderen pour Cauchemars ex machina, Dargaud ; prix « Jeune scénariste » à Mieke Versyp, pour l’album Peau, Çà et là[9].
- 2024 : Julie Birmant pour Dalí t.1 – Avant Gala
- 2025 : Serge Lehman pour Les Navigateurs

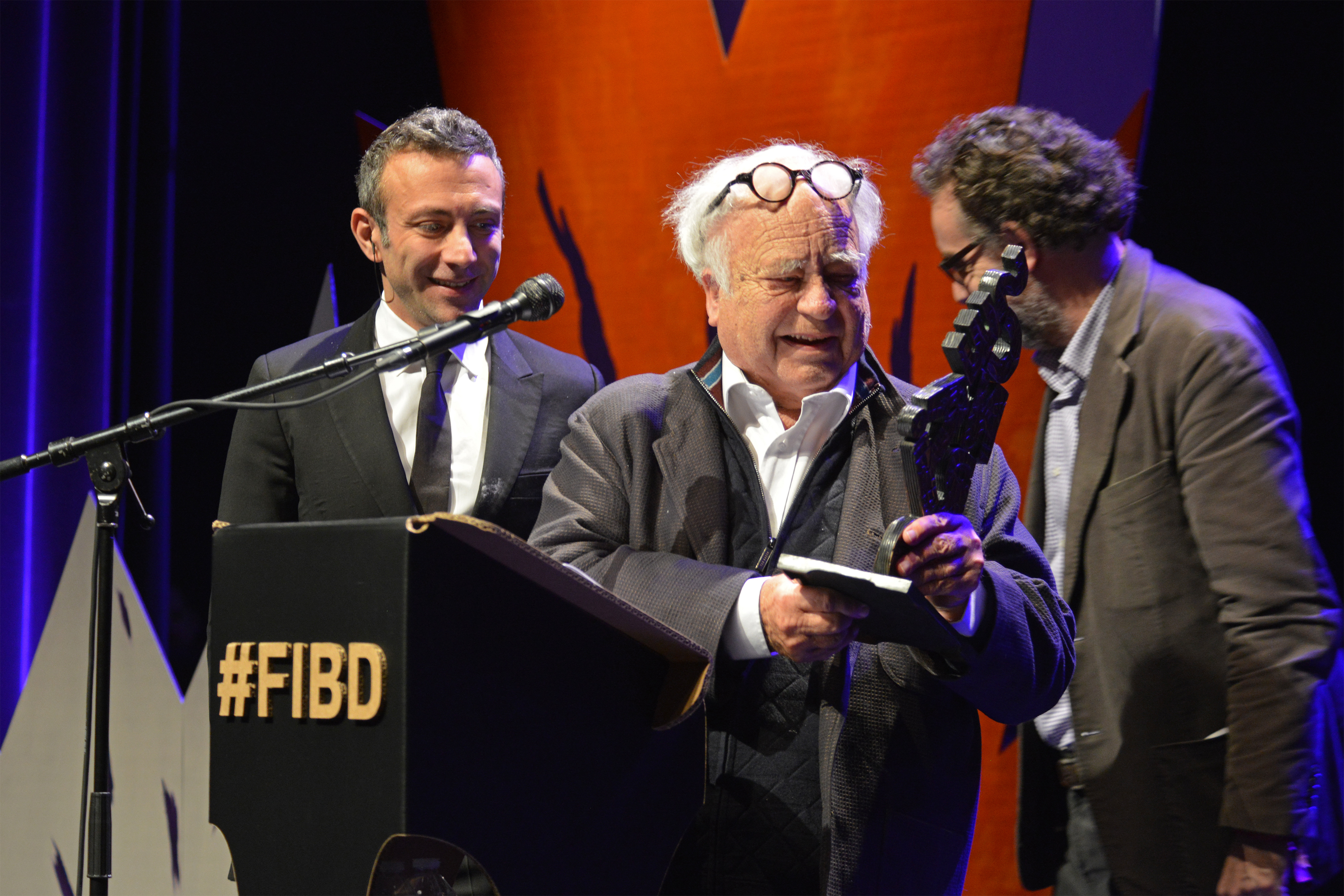
Pierre Christin, Festival d'Angoulême 2019
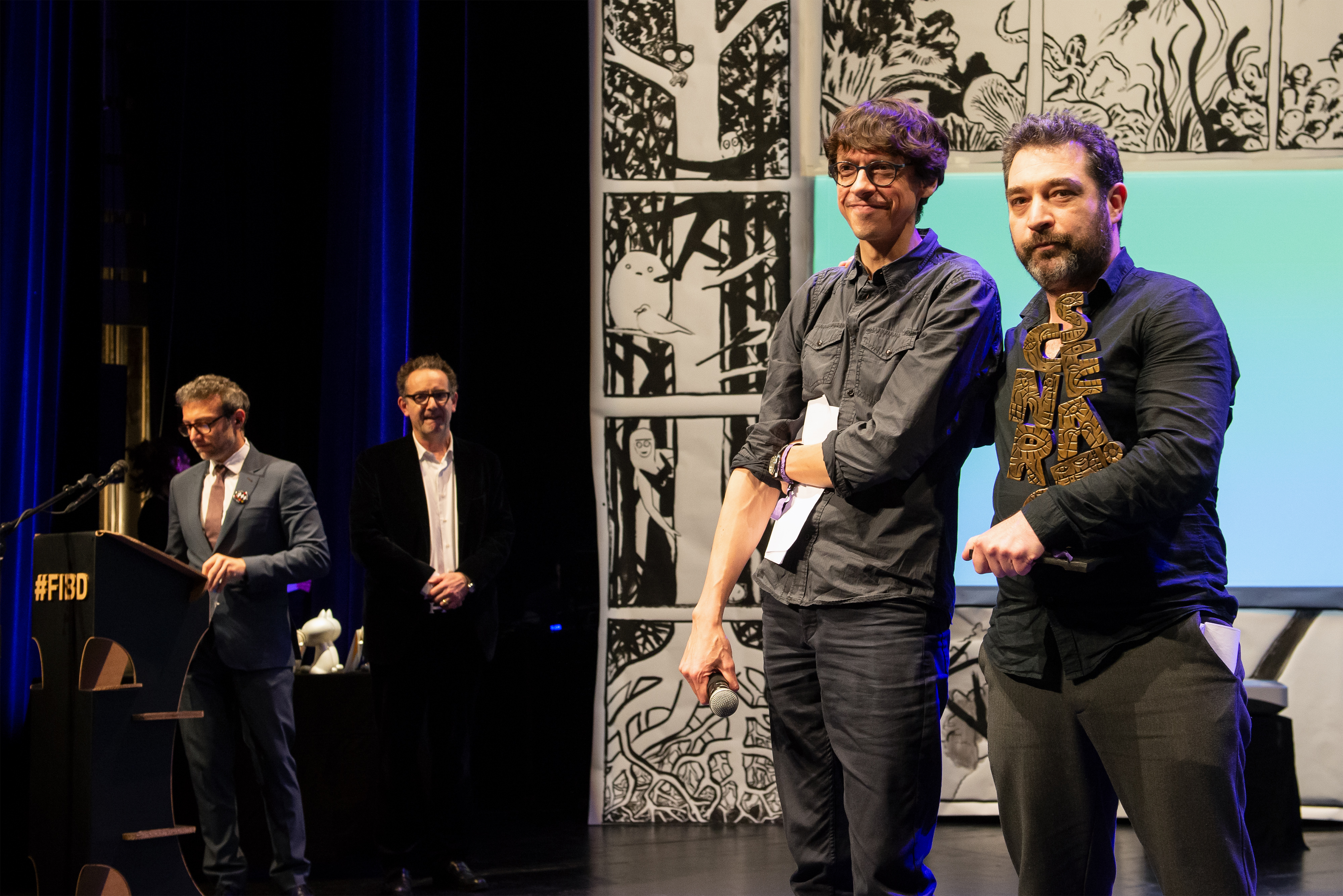
Fabien Vehlmann et Gwen de Bonneval, Festival d'Angoulême 2020.
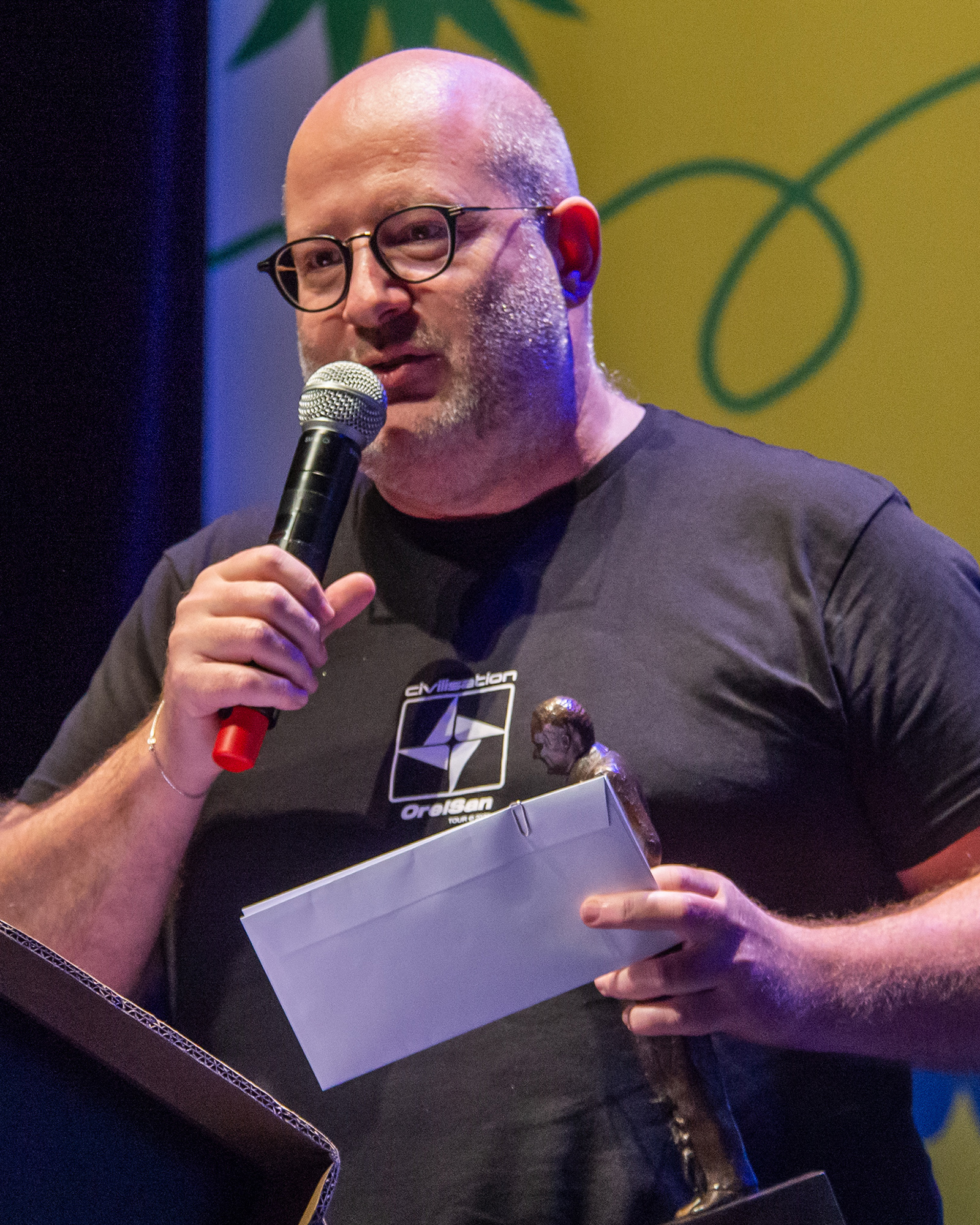
Jean-David Morvan, Festival d'Angoulême 2022.
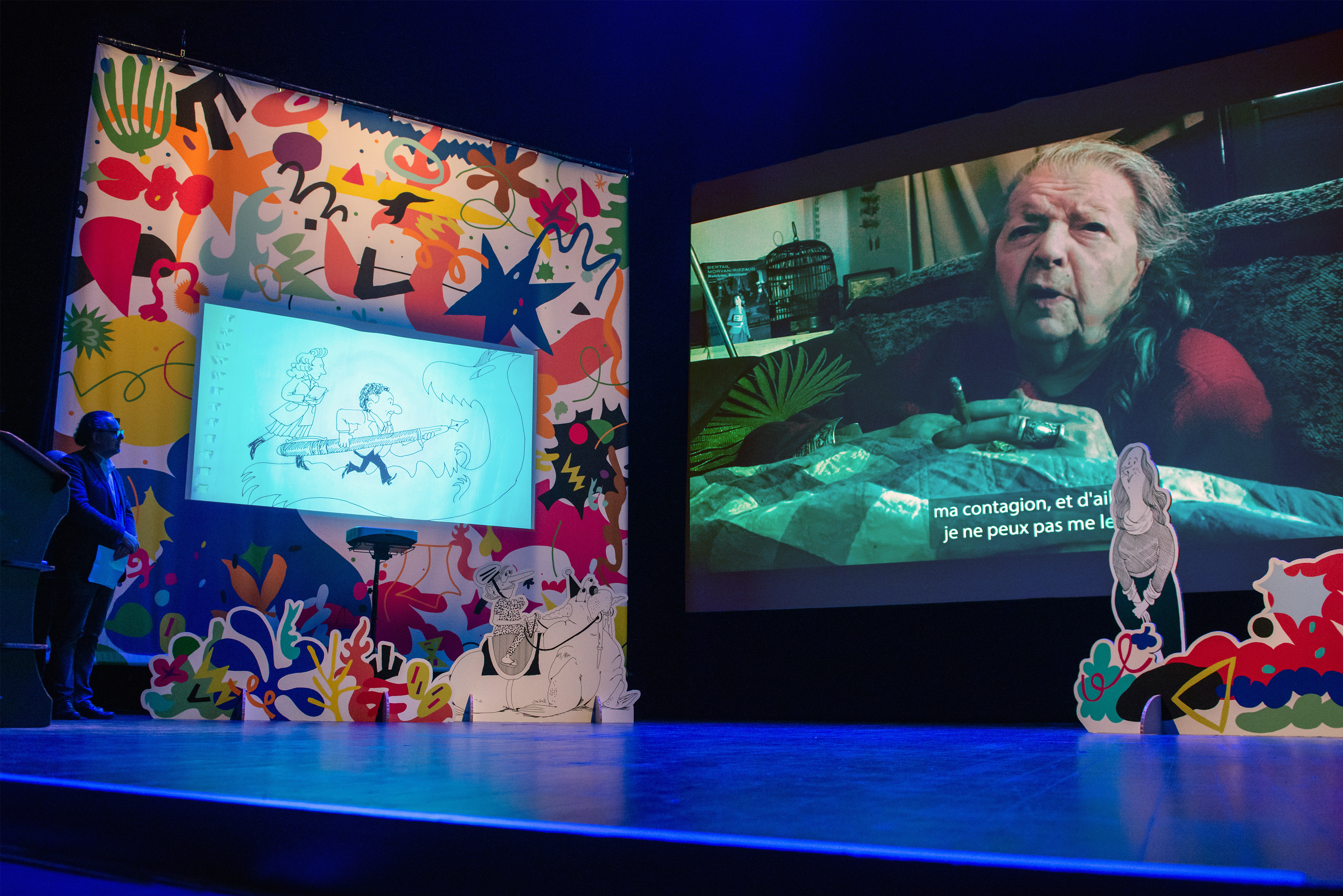
Madeleine Riffaud, Festival d'Angoulême 2022.
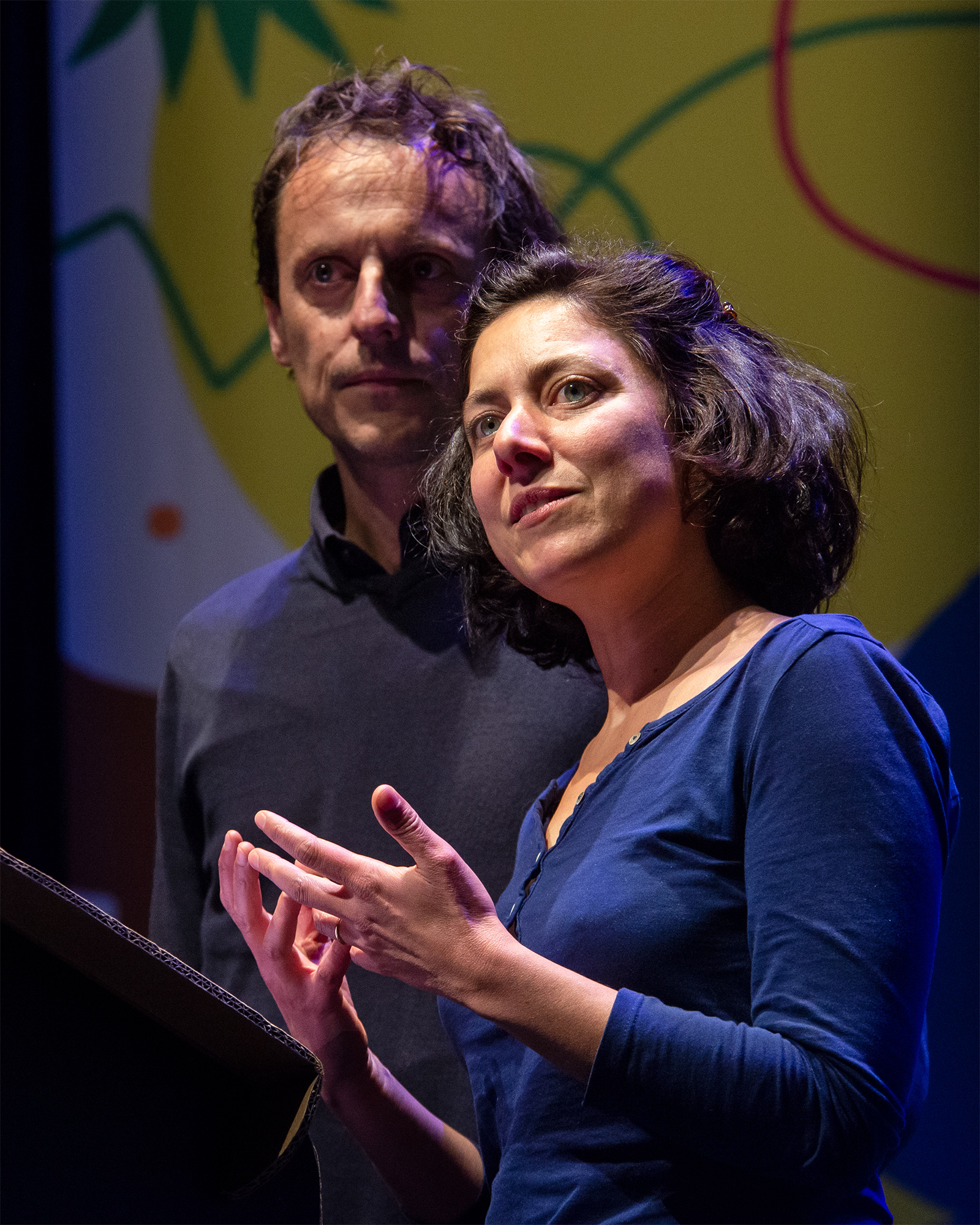
Raphaël Meltz et Louise Moaty, Festival d'Angoulême 2022.

## Composition des jurys[10]
Jury 2022
Anne Goscinny, Sonia Déchamps, directrice artistique du Festival d'Angoulême, Marc Léonard, directeur de Moselle Arts Vivants, Loo Hui Phang, autrice et lauréate du Prix René Goscinny 2021, Philippe Graton, auteur, photographe, Julien Rappeneau, réalisateur, scénariste, Mathieu Sapin, auteur, Pascal Ory, historien, membre de l’Académie française.
Jury 2021
Anne Goscinny, Frédéric Felder, Sonia Déchamps, Fabien Vehlmann, Gwen de Bonneval, Flavie Flament, Philippe Graton.
Jury 2020
Anne Goscinny, Stéphane Beaujean, directeur artistique du Festival d'Angoulême, Stanislas Rigot, Anne Simon, Claire Bouilhac, Richard Malka, Edith Rieubon.
Jury 2019
Anne Goscinny, Stéphane Beaujean, Florence Dupré la Tour, Anne Fulda, Laetitia Gayet, Jean Harambat, Anne-Hélène Hoog, Valérie Mangin, Didier Pasamonik.
Jury 2018
Anne Goscinny, Stéphane Beaujean, Catel, José-Louis Bocquet, Jul, Lolita Séchan, Agnès Abecassis, Olivier Ranson.
Jury 2017
Anne Goscinny, Stéphane Beaujean, Catel, Florence Cestac, José-Louis Bocquet, Jul, Anne-Hélène Hoog, Frédéric Bonnaud.
Jury 2008
Anne Goscinny, Benoît Mouchart, directeur artistique du Festival d'Angoulême, Jul, Alain de la Morandais, Thomas Dutronc, Jacques Expert, Aurélie Sarrot, Stéphane Joly, Jérôme Berthaut.
Jury 2007
Anne Goscinny, Hervé Gattegno, François Busnel, José-Louis Bocquet, Natalie Altmann, Stéphane Courbit, Achdé, Benoît Mouchart, Marie Drucker
Jury 2006
Anne Goscinny, Pierre Christin, Robert Combas, Étienne de Montety, Adeline Fleury, Emmanuel Guibert, Alexandre Jardin, Jacques Expert, Benoît Mouchart, Riad Sattouf, Laurent Tirard.
Jury 2005
Anne Goscinny, Jean-Marc Thévenet, Philippe Bertrand, Frédéric Bosser, Marc-Olivier Fogiel, Cédric Klapisch, Jean-Claude Maurice, Isabelle Morini-Bosc, Thomas Valentin, Zep.
Jury 2004
Anne Goscinny, Jean-Marc Vidal, Nikos Aliagas, Philippe Druillet, Yves Poinot, Vincent Ejarque, Anna Gavalda, Sébastien Le Fol, Pierre Vavasseur.
Jury 2003
Anne Goscinny, Alix Girod de l'Ain, Benoît Habert, Philippe Druillet, Yves Poinot, Nagui, David Pujadas, Marjane Satrapi, Patrick Timsit, Michaël Youn.
Jury 2002
Tonino Benacquista, Patrick Braoudé, Cabu, Benjamin Castaldi, Philippe Druillet, Laurent Gerra, Jean Giraud/Moebius, Anne Goscinny, Yann Moix, René Pétillon, Yves Poinot.
Jury 2001
Florence Cestac, Alain Chabat, Emmanuel Chain, Philippe Druillet, Guillaume Durand, Nicky Fasquelle, Irène Frain, Anne Goscinny, Yves Poinot.
Jury 2000
Anne Goscinny, Philippe Druillet, Yves Poinot, Jérôme Béglé, Michel-Édouard Leclerc, Gilles Medioni, Marie-Pierre Larivée, Frank Margerin, Christian Desbois.
Jury 1999
Anne Goscinny, Philippe Druillet, Yves Poinot, François Boucq, Froideval, Louis Benhedi, Frédéric Beigbeder, Pierre Billard, Patrick Simonin.
Jury 1998
Anne Goscinny, Yves Poinot, Philippe Druillet, Florence Cestac, Patrick Lesueur, Daniel Goossens, Jean-Christophe Ogier, Tom Novembre, Yves-Marie Labé, Jacques Pessis, Joann Sfar.
Jury 1997
Anne Goscinny, Philippe Druillet, Yves Poinot, Jean-Claude Mézières, Olivier Delcroix, Alexandre Jardin, Thomas Langmann, André Juillard, Patrick Gaumer.
Jury 1996
Anne Goscinny, Yves Poinot, Philippe Druillet, Fred, Gérard Lauzier, Vincent Ravalec, Pierre Tchernia, Philippe Vuillemin, Georges Wolinski.
Jury 1995
Anne Goscinny, Philippe Druillet, Enki Bilal, Claude Zidi, Jean-Pierre Dionnet, Dominique Brechoteau, Pierre Christin, Didier van Cauwelaert, Patrick Cauvin.
Jury 1992
Anne Goscinny, Christian Clavier, Marie-Anne Chazel, Françoise Verny, Bernard Haller, Claire Bretécher, Philippe Druillet, Jérôme Savary, Pierre Tchernia, Jean-Marc Thibault, Jean-Loup Dabadie, Guy Béart, Daniel Auteuil.
Jury 1988
Gilberte Goscinny, Claire Bretécher, Emmanuelle Béart, Pierre Tchernia, Guy Vidal.